# Rescue Jenny Wihuri

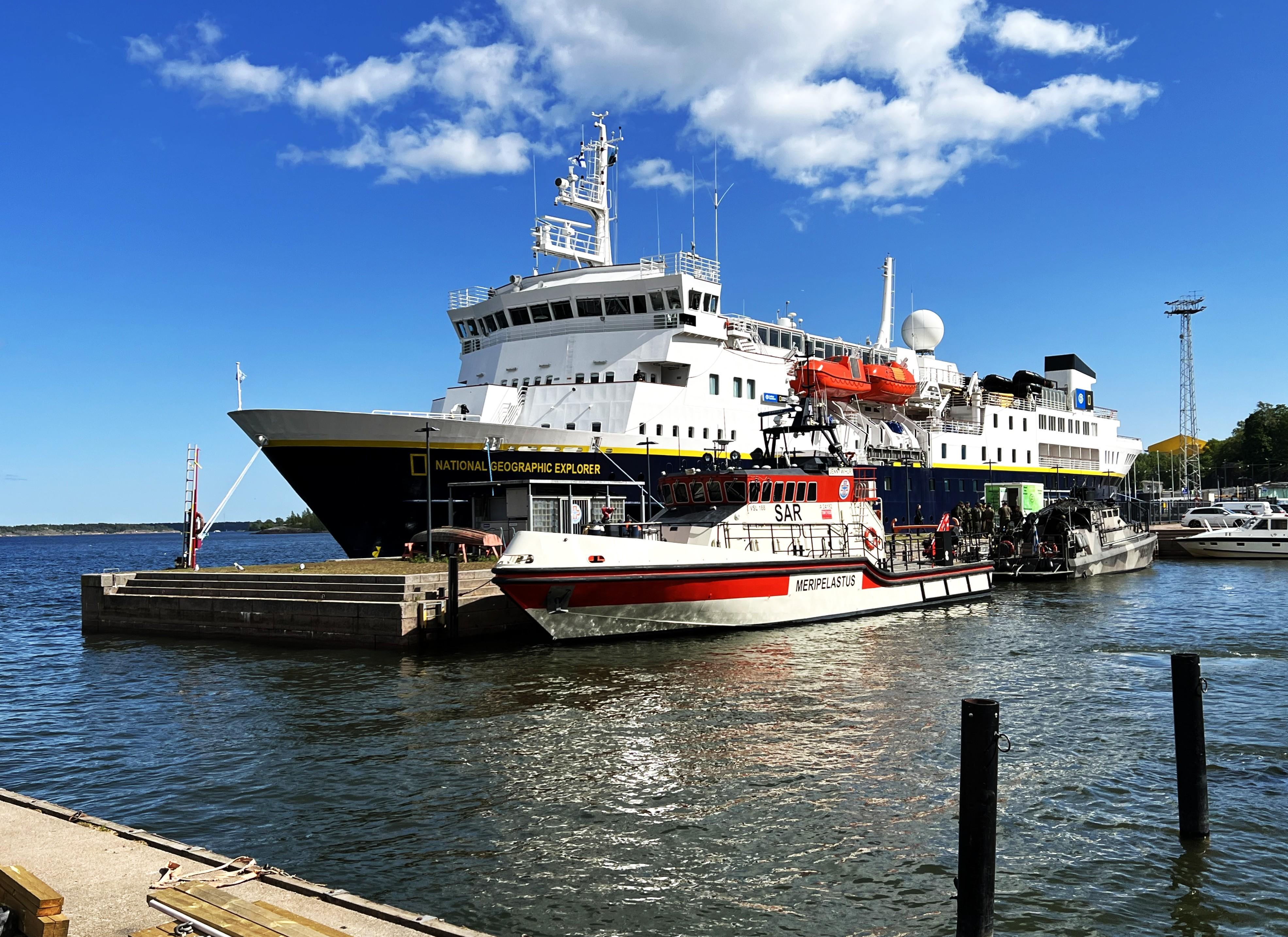
M/S National Geographic Explorer vid Packhuskajen i Södra hamnen i Helsingfors, nära Gamla Saluhallen. I förgrunden Estbassängen med bland andra Rescue Jenny Wihuri, 2023.

Rescue Jenny Wihuri är en finländsk räddningskryssare, som tillhör Finlands Sjöräddningssällskap och är dess flaggskepp. Hon är uppkallad efter Jenny Wihuri och är stationerad på "Sjöräddningsstation 1" direkt under Finlands Sjöräddningssällskap, i Södra hamnen i Helsingfors centrum intill Salutorget. 
Fartyget byggdes 1999 på Uudenkaupungin Työvene i Nystad.  